# ماوريسيو كاتالدو
ماوريسيو كاتالدو (بالإسبانية: Mauricio Cataldo)‏ هو لاعب كرة قدم تشيلي في مركز الوسط، ولد في 28 فبراير 1979 في سانتياغو في تشيلي. لعب مع أوداكس إيتاليانو.